# Jan Samsonowicz (geolog)

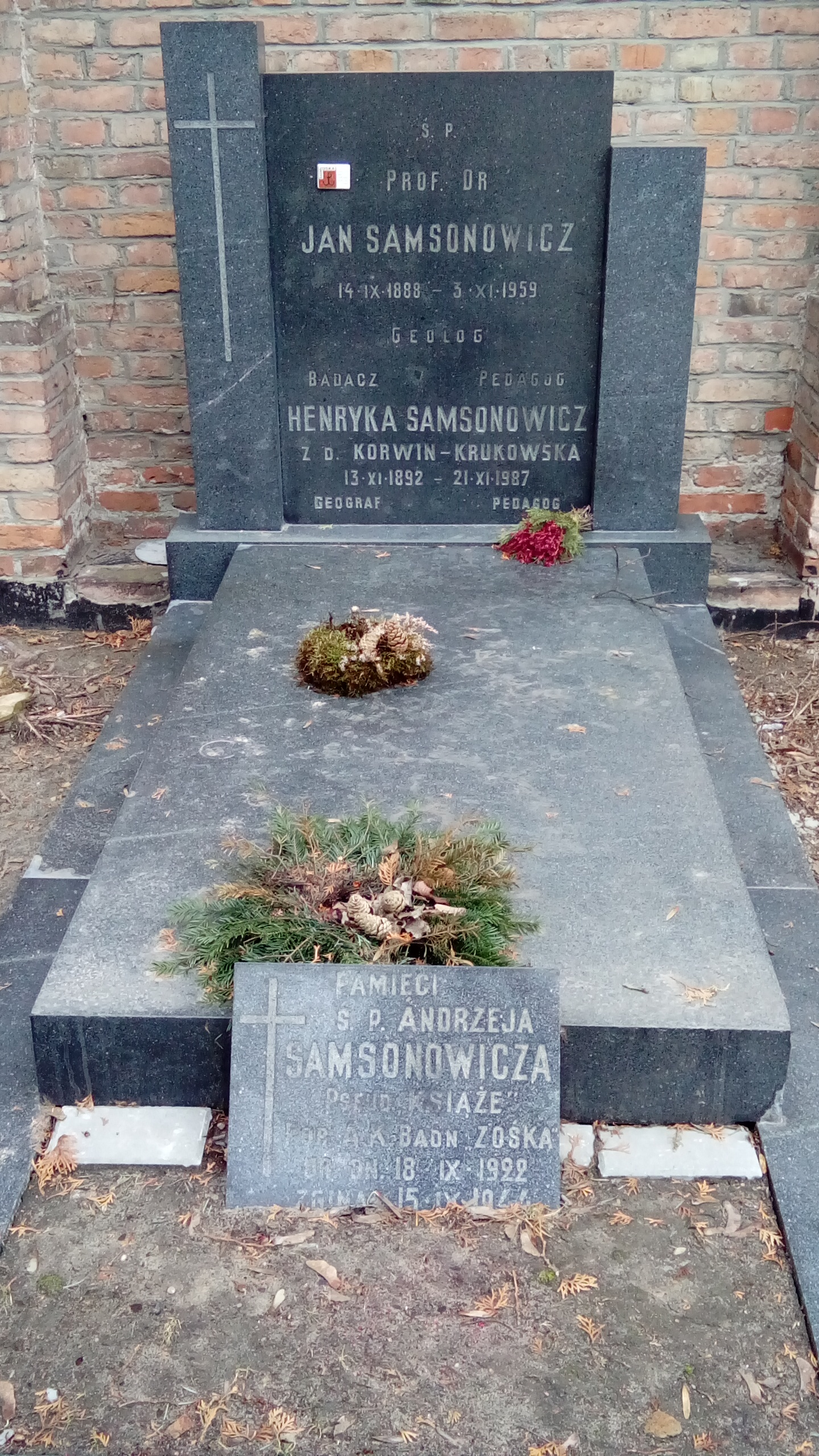
Grób Jana Samsonowicza na cmentarzu Powązkowskim

Jan Samsonowicz (ur. 14 września 1888 w Ostrowcu Świętokrzyskim, zm. 3 listopada 1959 w Warszawie) – polski geolog i paleontolog, profesor uniwersytetów we Lwowie i Warszawie, wieloletni kierownik Katedry Geologii Historycznej Uniwersytetu Warszawskiego, członek rzeczywisty Polskiej Akademii Nauk.

## Życiorys
Pochodził z rodziny pieczętującej się niegdyś herbem Lis. Był synem Tomasza Adama Samsonowicza (1858–1928), urzędnika kolejowego, i Antoniny z Konarzewskich (zm. 1891). W Ostrowcu ukończył szkołę powszechną, a następnie uczęszczał do gimnazjum rosyjskiego w Kielcach, którego nie ukończył z powodu strajku szkolnego w 1905 r. Maturę uzyskał jako ekstern w Petersburgu w 1905 r. Tam też podjął studia geologiczne, które w 1914 r. ukończył z dyplomem I stopnia.
Po powrocie z Petersburga w 1915 r. podjął pracę jako asystent w Zakładzie Geologii Uniwersytetu Warszawskiego. Kierownikiem był wówczas profesor Jan Lewiński. W latach 1915–1918 wykładał paleontologię na Wydziale Przyrodniczym Towarzystwa Kursów Naukowych w Warszawie. Prowadził wówczas badania geologiczne  w Górach Świętokrzyskich, korzystając z zasiłków Kasy Mianowskiego.
Po utworzeniu w 1919 r. Państwowego Instytutu Geologicznego podjął pracę jako redaktor wydawnictw instytutu. Prowadził też badania geologiczne w Górach Świętokrzyskich, na Niżu Polskim i na Wołyniu. W 1920 r. podczas wojny polsko-bolszewickiej ochotniczo służył w 5 Pułku Piechoty Legionów. W 1922 r. odkrył złoże hematytu i syderytu w Rudkach k. Nowej Słupi, na którym otwarto kopalnię Staszic. Na niższych poziomach kopalnia dotarła do niżej zalegającego złoża pirytu. W 1922 (19 lipca) r. wraz S. Krukowskim odkrył neolityczną kopalnię jurajskich krzemieni pasiastych w Krzemionkach. Odkrył również fosforyty w Rachowie nad Wisłą. Ich eksploatacja rozpoczęła się w 1924. Złoże to jest obecnie już wyczerpane. W tym samym roku odkrył w Rachowie złoża krzemienia turońskiego, później nazwanego świeciechowskim.
W 1929 r. opublikował pracę Cechsztyn, Trias i Lias na północnym zboczu Łysogór, na podstawie której uzyskał habilitację. Po habilitacji objął katedrę geologii regionalnej Polski na Uniwersytecie Warszawskim. W 1932 r. ukończył arkusz Opatów mapy geologicznej Polski w skali 1:100 000. W okresie międzywojennym ukazały się tylko cztery arkusze tej mapy.
W 1935 r. został powołany na stanowisko profesora i kierownika Zakładu Paleontologii na Uniwersytecie Jana Kazimierza we Lwowie. Został wybrany dziekanem Wydziału Matematyczno-Przyrodniczego UJK na rok 1937/1938. Podczas pracy we Lwowie, w latach 1935–1938, prowadził badania geologiczne Wołynia, finansowane przez Uniwersytet Lwowski oraz przez Wołyńskie Towarzystwo Przyjaciół Nauk w Łucku. W tym czasie odkrył nadbużańskie zagłębie węglowe. W 1939 r. objął kierownictwo Zakładu Geologii na Uniwersytecie Warszawskim.
W czasie wojny mieszkał w Warszawie. Czynnie udzielał się w tajnym nauczaniu. W powstaniu warszawskim zginął jego syn Andrzej. On sam, ranny, przeniósł się do Starachowic, gdzie pozostał do końca okupacji.
Po powrocie do Warszawy, powrócił na Uniwersytet Warszawski. Wraz z Marianem Książkiewiczem wydał Zarys geologii Polski, pierwszy podręcznik geologii regionalnej Polski.
Jan Samsonowicz był członkiem rzeczywistym Polskiej Akademii Nauk i przewodniczącym Komitetu Geologicznego PAN w latach 1952–1958 oraz redaktorem „Acta Geologica Polonica” w latach 1953–1958. Był organizatorem i w latach 1956–1959 kierownikiem Zakładu Nauk Geologicznych PAN. Był też członkiem honorowym Polskiego Towarzystwa Geologicznego, członkiem zagranicznym Szwedzkiego Towarzystwa Geologicznego w Sztokholmie i członkiem Towarzystwa Mineralogiczno-Geologicznego w Pradze.
Od 1919 r. był mężem Henryki z Korwin-Krukowskich (1892–1987). Ojciec Hanny, Andrzeja i Henryka.
Zmarł w Warszawie, pochowany na cmentarzu Powązkowskim (Aleja Zasłużonych-1-103,104,105).
Materiały archiwalne Jana Samsonowicza znajdują się w PAN Archiwum w Warszawie pod sygnaturą III-94.

## Ordery i odznaczenia
- Order Sztandaru Pracy I klasy (1958)
- Krzyż Komandorski Orderu Odrodzenia Polski (16 lipca 1954)[7]
- Krzyż Oficerski Orderu Odrodzenia Polski (20 września 1951)[8]
- Złoty Krzyż Zasługi (16 stycznia 1930)[9]
- Medal 10-lecia Polski Ludowej (19 stycznia 1955)[10]

## Nagrody
- Nagroda Państwowa I stopnia za działalność w zakresie poznania struktur wgłębnych Niżu Polskiego (1955)[11]

## Upamiętnienie
Jego imieniem nazwano jedną z ulic w Lublinie (dzielnica Wrotków), Kielcach i w Ostrowcu Świętokrzyskim oraz w Katowicach (dzielnica Murcki). Jest patronem Zespołu Szkół nr 14 w Warszawie oraz osiedle mieszkaniowe i Gimnazjum nr 2 w Łęcznej. Jego imię nosi Jaskinia Samsonowicza w rezerwacie „Węże” na Wyżynie Wieluńskiej niedaleko Działoszyna, skąd wydobył ok. 11 ton brekcji kostnej.

## Wybrane publikacje
- J.Samsonowicz, Utwory dewońskie wschodniej części Gór Świętokrzyskich (Les dépôts dévoniens dans la partie orientale des montagnes de Święty Krzyż. Pologne ), Towarzystwo Naukowe Warszawskie, Warszawa 1917.
- Jan Lewiński, J. Samsonowicz, Ukształtowanie powierzchni, skład i struktura podłoża dyluwjum wschodniej części Niżu Północno-Europejskiego (Oberflächengestaltung, Zusammensetzung und Bau des Untergrundes des Diluviums im östlichen Teile des nord-europäischen Flachlandes) wyd. z zapomogi Kasy pomocy dla osób pracujących na polu naukowem im. Józefa Mianowskiego, Towarzystwo Naukowe Warszawskie, Warszawa 1918.
- J. Samsonowicz, Odkrycie kambru dolnego w Górach Świętokrzyskich, Towarzystwo Naukowe Warszawskie, Warszawa 1918.
- J. Samsonowicz, Odkrycie pierwotnych złóż krzemienia “szarego biało nakrapianego”, „Wiadomości Archeologiczne”, t. 9 : 1924 z. 1 – 2, s. 99–101.
- J. Samsonowicz, Űber das wahrscheinliche Vorkommen von Karbon in westlichen Teil Wolhyniens, Bull. Inter. Acad. Pol. A, 1932.
- J. Samsonowicz, Gotland, ordowik i skały wylewne na wschodnim Wołyniu, Wydawnictwo Wołyńskiego Towarzystwa Przyjaciół Nauk, Prace Przyrodnicze Nr 1, Łuck 1939.
- J. Samsonowicz, Historia geologii w Polsce, Polska Akademia Umiejętności, Kraków 1948.
- J. Samsonowicz, Geologia z początkami mineralogii, z 98 rycinami i mapką geologiczną Polski PZWS, Warszawa 1948.